# Benno Straucher
Benno Straucher (11. srpna 1854 Rohizna – 5. listopadu 1940 Černovice) byl rakouský advokát a politik židovské národnosti, jedna z hlavních postav národního židovského (sionistického) hnutí v Rakousku-Uhersku, na konci 19. a počátku 20. století poslanec Říšské rady, v meziválečném období poslanec rumunského parlamentu.

## Biografie
Byl nevlastním synem obchodníka. Vychodil gymnázium v Černovicích a od roku 1872 studoval práva na Vídeňské univerzitě. Roku 1880 získal na Černovické univerzitě titul doktora práv. Působil pak jako advokát v Černovicích. Od roku 1882 byl členem představenstva tamní židovské náboženské obce, od roku 1904 do roku 1928 zastával (s dvěma krátkými přestávkami) funkci jejího předsedy. Byl aktivní v politice. V období let 1884–1930 byl s přestávkami členem černovické obecní rady. V letech 1900–1918 působil i jako poslanec Bukovinského zemského sněmu. Kromě toho byl městským advokátem v Černovicích, ředitelem bukovinské spořitelny, správním radou akciového pivovaru a od roku 1905 členem zemské školské rady.
Na konci 19. století se zapojil i do celostátní politiky. Ve volbách do Říšské rady roku 1897, získal mandát v Říšské radě (celostátní zákonodárný sbor) za kurii městskou, obvod Černovice. Za týž obvod uspěl i ve volbách do Říšské rady roku 1901. Zvolen byl rovněž ve volbách do Říšské rady roku 1907, konaných poprvé podle všeobecného a rovného volebního práva, kdy byl zvolen za obvod Bukovina 1. Byl členem poslanecké frakce Židovský klub. Za tento obvod byl zvolen i ve volbách do Říšské rady roku 1911. Byl nyní nezařazeným poslancem. V parlamentu setrval až do zániku monarchie. K roku 1911 se profesně uvádí jako zemský poslanec a zemský a soudní advokát.
Do Říšské rady koncem 19. století nastupoval jako nezávislý kandidát. Postupně se ale definoval jako národně židovský, sionistický, politik. Roku 1901 založil s Mayerem Ebnerem Židovský národní spolek. Od roku 1906 byl předsedou Židovské národní strany a od roku 1907 předsedal ve vídeňském parlamentu čtyřčlennému Židovskému klubu. V roce 1909 založil židovské noviny Die Volkswehr, které se vyslovovaly pro revizi procesu s Leopoldem Hilsnerem a prosazovaly koncept židovského nacionalismu. Straucherova politická linie ovšem nebyla identická s politickým sionismem. Od roku 1911 byl ve sporu se sionisty v případu Leona Kellnera. Odmítal jidiš coby židovský jazyk a v roce 1908 zamítl využití židovského národního domu v Černovicích pro konání konference o jidiš. V letech 1914–1919 bydlel ve Vídni.
V meziválečném období žil v Černovicích (tehdy součást Rumunska). Byl nadále aktivní ve vedení židovské náboženské obce a v letech 1920–1934 byl poslancem rumunského parlamentu.